# Akustyčnyja kancerty kanca XX stahodździa
Akustyčnyja kancerty kanca XX stahodździa (pol. Akustyczne koncerty końca XX wieku) – kolekcjonerski, dwupłytowy (wydany również na kasetach) akustyczny album koncertowy białoruskiego zespołu rockowego N.R.M., wydany w lutym 1999 roku. Na dwóch płytach znalazło się dwadzieścia dziewięć utworów: nowe dzieła N.R.M., piosenki pochodzące z repertuaru nieistniejącego już zepsołu Mroja (którego członkami byli muzycy N.R.M.) oraz fragmenty ścieżki dźwiękowej do sztuki Narodny albom.

## Lista utworów

### Dysk 1
| Nr  | Tytuł utworu                            | Długość |
| --- | --------------------------------------- | ------- |
| 1.  | „Daroha”                                | 3:48    |
| 2.  | „Nacyja”                                | 4:00    |
| 3.  | „Biełyja lebiedzi”                      | 3:51    |
| 4.  | „Traktar”                               | 3:56    |
| 5.  | „Baćka”                                 | 4:30    |
| 6.  | „Dzie toje słova?”                      | 3:37    |
| 7.  | „Mituśnia”                              | 3:13    |
| 8.  | „Łałałała”                              | 2:02    |
| 9.  | „Nie chadzicie ŭ ciomny les”            | 3:58    |
| 10. | „Byvaj!”                                | 4:19    |
| 11. | „Kraina kryvavych daždžoŭ” (cover Mroi) | 5:48    |
| 12. | „Kraj, ty moj kraj...”                  | 4:37    |
| 13. | „My sami pa sabie”                      | 4:41    |
| 14. | „Nadzieńka”                             | 2:47    |
| 15. | „Trynaccać”                             | 2:33    |
|     |                                         | 57:40   |

### Dysk 2
| Nr  | Tytuł utworu                   | Długość |
| --- | ------------------------------ | ------- |
| 1.  | „Chałodny bluz”                | 4:18    |
| 2.  | „Radyjo Svaboda”               | 3:33    |
| 3.  | „Ziamla” (cover Mroi)          | 3:12    |
| 4.  | „Na vulicy majoj”              | 2:56    |
| 5.  | „Pieśnia padziemnych žycharoŭ” | 5:58    |
| 6.  | „Pieśni pra kachańnie”         | 3:56    |
| 7.  | „Pakul nie pačniecca vajna”    | 5:14    |
| 8.  | „Odzirydzidzina”               | 3:54    |
| 9.  | „Pavietrany šar”               | 2:54    |
| 10. | „Miedny kuparos”               | 2:53    |
| 11. | „Biełaruski šlach”             | 4:12    |
| 12. | „Lepiej nia budzie”            | 5:19    |
| 13. | „Sa ščytom ci na ščycie”       | 3:50    |
| 14. | „Prostyja słovy”               | 3:28    |
|     |                                | 55:37   |

## Skład
- Lawon Wolski – gitara, fortepian, wokal
- Pit Paułau – gitara
- Juraś Laukou – gitara basowa, chórki
- Aleh Dziemidowicz – perkusja, chórki

Gościnnie
Siarhiej Achramowicz – akordeon

### Inne
- Muzyka: N.R.M., Michał Aniempadystau, Feliks Aksioncau, ludowe
- Teksty: N.R.M.